# Not Myself Tonight
Not Myself Tonight è un brano musicale interpretato dalla cantante pop statunitense Christina Aguilera, pubblicato il 13 aprile 2010 come primo singolo estratto dal quarto album di inediti Bionic.
Il brano, presentato il 4 aprile dello stesso anno, è stato scritto da Ester Dean e Polow da Don e prodotto da quest'ultimo. Il singolo ha ottenuto un moderato successo commerciale, entrando nella top 10 di Giappone e Ungheria e nella top 20 di Canada, Slovacchia e Regno Unito.

## Accoglienza
Il brano ha ricevuto recensioni positive dai critici, i quali hanno ben accolto il ritorno dell'Aguilera al suo sound energico ed aggressivo, tipico dell'era di Dirrty. James Montgomery di MTV News l'ha esaltato, giudicandolo «un qualcosa che ronza e sibila, carico di squillanti sintetizzatori e sparute insidie che insieme accelerano verso un ritmo martellante e four-on-the-floor... Il genere di canzone che ci si aspetterebbe di sentire con frastuono dagli altoparlanti nei club d'Europa imponenti e a più livelli». Bill Lamb di About.com ha scritto una buona recensione del brano: «Chiunque pensi che l'abilità vocale conti poco in un brano pop molto gettonato, ha bisogno di ascoltare almeno una volta lo stellare inedito singolo di Christina Aguilera, Not Myself Tonight. Il tono elettropop potrebbe sembrare abbastanza comune, prima che le parti cantate esplodano in circa 45 secondi nella canzone».

## Il video
Il video musicale prodotto per Not Myself Tonight è stato filmato dal 7 al 9 aprile 2010 a Los Angeles, e diretto dal regista Hype Williams. In una intervista rilasciata alla stazione radio Z100, Christina Aguilera ha dichiarato di aver dato una immagine di sé molto più erotica che in precedenza. Nei giorni precedente all'effettiva pubblicazione del video, il sito ufficiale della cantante ha pubblicato a cadenza giornaliere delle fotografie che mostravano i vari look della cantante nel video. Il video è stato presentato in anteprima su Vevo il 30 aprile 2010.
Alla pari del brano, diversi critici hanno apprezzato il video musicale per il suo ritorno all'era di Stripped, mentre altri l'hanno duramente deplorato per la mancata originalità e il gusto osceno. James Montgomery di MTV News ha definito il video «un gocciolamento di mandibola» con Aguilera «la popstar che torna alle sue radici di Dirrty». Montgomery ha inoltre individuato alcune somiglianze con il video musicale di Bad Romance di Lady Gaga, come evidente soprattutto nel paio di occhiali Carrera indossati dalla Aguilera, già indossati da Gaga nel suddetto video, o nella scena del letto che prende fuoco. Oltre a questa somiglianza, ne pare evidente un'altra ancora: Christina indossa lo stesso costume bianco a scollo usato da Britney Spears nel video di 3. Bill Lamb di About.com ha respinto i reclami secondo cui il video stava cercando di infangare artisti quali Lady Gaga, Madonna e Rihanna, affermando che già la canzone offriva un buon indizio su come sarebbe stato il videoclip. Lamb ha inoltre osservato: «Gli abiti bondage e fetish sono sempre più diffusi attraverso lo spettro nella musica pop e nel linguaggio figurato della cultura pop». Il critico ha infine dichiarato che il video è esteticamente «magnifico» e che il regista Hype Williams «dona al clip un look frizzante, pulito e colorito, che fa colpo».
Tanner Stransky di Entertainment Weekly ha giudicato il video troppo in stile Lady Gaga, ma anche molto simile a Madonna. A questo proposito, il critico ha scritto: «Se esso si avvicina a Madonna, diremmo che quasi ogni popstar ha assunto parti delle sue esecuzioni, acconciature, ecc.» e «Per la questione di Gaga, possiamo davvero accusare Christina di aver preso spunto da Lady Gaga, quando la stessa Gaga ha spillato via nella stessa maniera da una molteplicità di artisti?». Stransky ha ancora ribattuto che Aguilera l'ha fatto sicuramente per sembrare disperata nel clip «privo di originalità», osservando che la cantante era stata lontana per molto tempo e ora «artiglia per l'attualità», ma «forse avrebbe dovuto prendere una direzione totalmente diversa per evitare i confronti.»

## Tracce
Promo - Digital (RCA - (Sony)
1. Not Myself Tonight (Clear Version) − 3:05
2. Not Myself Tonight (Dirty Version) − 3:04

U.S. Digital Download
1. Not Myself Tonight (Clean or Explicit) - 3:04

Australian CD Single
1. Not Myself Tonight (Clean Version)
2. Not Myself Tonight (Super Clean Version)
3. Not Myself Tonight
4. Not Myself Tonight (Instrumental)
5. Not Myself Tonight (Call Out Hook)

German Basic CD Maxi Single
1. Not Myself Tonight
2. Not Myself Tonight (Mark Roberts Ultimix) (Dirty)
3. Not Myself Tonight (Jody Den Broeder Radio)

## Successo commerciale
Il singolo è stato pubblicato per il download digitale negli Stati Uniti il 13 aprile 2010, vendendo 77,000 copie nella sua primissima settimana ed esordendo alla posizione 23 nella Billboard Hot 100. La settimana successiva, Not Myself Tonight cala bruscamente alla posizione 49.

## Classifiche
| Classifica (2010) | Posizione massima |
| ----------------- | ----------------- |
| Australia         | 22                |
| Austria           | 26                |
| Belgio (Fiandre)  | 24                |
| Belgio (Vallonia) | 49                |
| Canada            | 11                |
| Germania          | 24                |
| Italia            | 12                |
| Giappone          | 3                 |
| Nuova Zelanda     | 32                |
| Paesi Bassi       | 32                |
| Regno Unito       | 12                |
| Repubblica Ceca   | 38                |
| Slovacchia        | 12                |
| Spagna            | 32                |
| Svezia            | 34                |
| Svizzera          | 42                |
| Ungheria          | 2                 |
| Stati Uniti       | 23                |

### Classifiche di fine anno
| Classifica (2010) | Posizione massima |
| ----------------- | ----------------- |
| Giappone          | 72                |